# Strażnica Straży Granicznej w Horodle

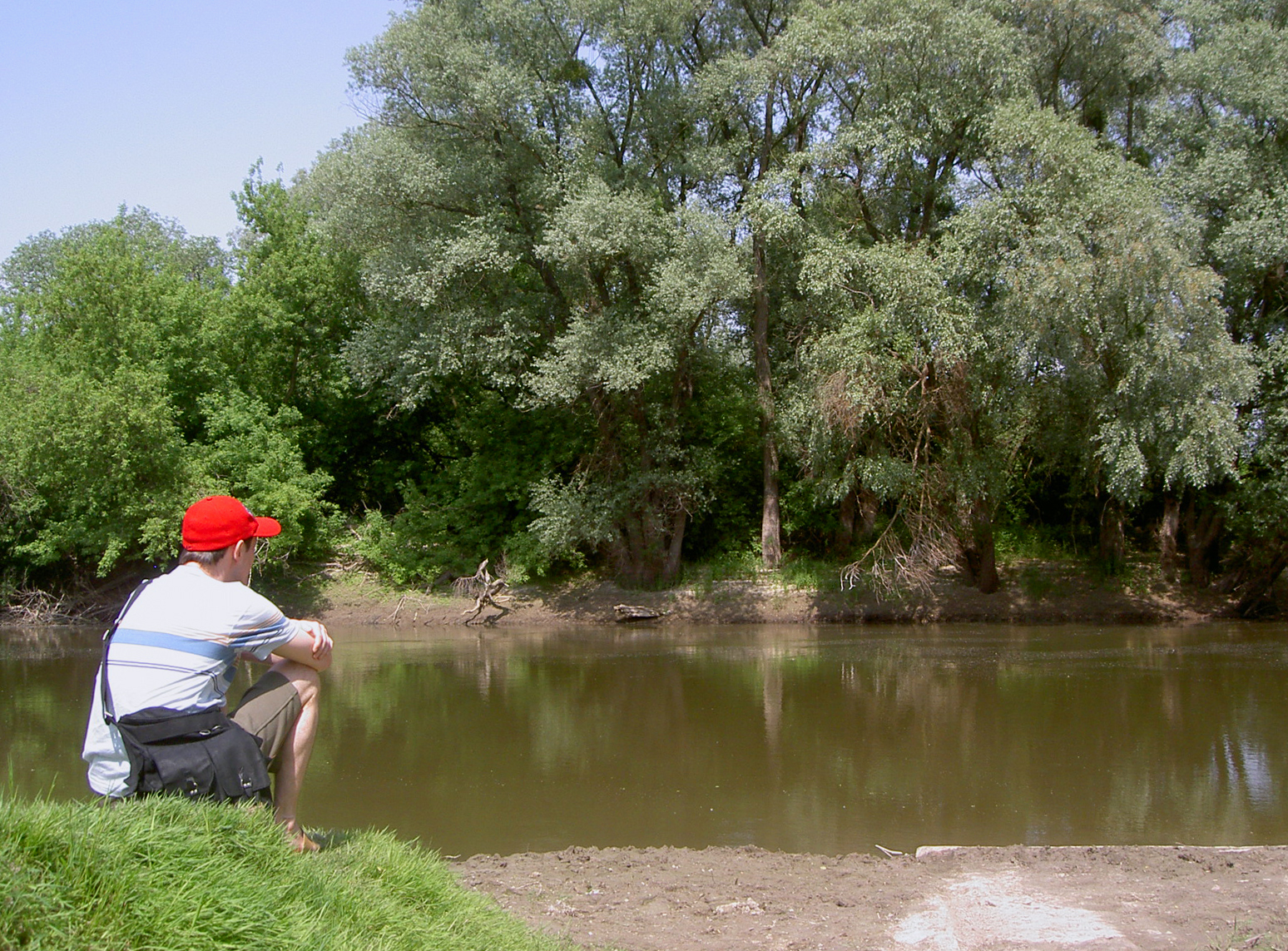
Granica polsko-ukraińska na rzece granicznej Bug w Horodle (maj 2007)

Strażnica Straży Granicznej w Horodle – zlikwidowana graniczna jednostka organizacyjna Straży Granicznej realizująca zadania bezpośrednio w ochronie granicy państwowej z Ukrainą.

## Formowanie i zmiany organizacyjne
Strażnica Straży Granicznej w Horodle (Strażnica SG w Horodle) została utworzona 17 października 2001 roku w miejscowości Horodło, zarządzeniem Komendanta Głównego Straży Granicznej, w strukturach Nadbużańskiego Oddziału Straży Granicznej w Chełmie. W imieniu komendanta głównego SG uroczyście otworzył Placówkę Komendant NOSG ppłk SG Marek Dominak. W wydarzeniu udział wzięli między innymi przedstawiciele władz administracyjnych i samorządowych˛ szczebla wojewódzkiego, powiatowego oraz gminnego, instytucji z regionu współpracujących˛ ze Strażą Graniczną, także weterani i kombatanci. Szczególne miejsce wśród nich zajmowali żołnierze kombatanci 27 Wołyńskiej Dywizji Piechoty Armii Krajowej (27 DP AK), z Tadeuszem Perszem na czele, który wspominał swoje związki z Horodłem, z czasów II wojny światowej.
W 2002 roku strażnica miała status strażnicy SG I kategorii.
Jako Strażnica Straży Granicznej w Horodle funkcjonowała do 23 sierpnia 2005 roku i 24 sierpnia 2005 roku, Ustawą z 22 kwietnia 2005 roku O zmianie ustawy o Straży Granicznej..., została przekształcona na Placówkę Straży Granicznej w Horodle (PSG w Horodle) w strukturach Nadbużańskiego Oddziału Straży Granicznej.

## Ochrona granicy
Strażnica SG w Horodle ochraniała wyłącznie odcinek granicy rzecznej z Ukrainą przebiegającą środkiem koryta rzeki granicznej Bug.

## Sąsiednie graniczne jednostki organizacyjne
- Strażnica SG w Skryhiczynie ⇔ Strażnica SG w Hrubieszowie – 17.12.1997[1]
- Strażnica SG w Skryhiczynie ⇔ GPK SG w Hrubieszowie – 02.01.2003[8].

## Komendanci strażnicy
- ppor. SG Mirosław Świeca (od 17.10.2001)[4]